# Highwire Games
Highwire Games LLC é uma empresa de jogos eletrônicos americana localizada em Seattle, Washington. Fundada em dezembro de 2014 por mentes da Xbox Game Studios e Bungie, o estúdio possui diversos veteranos de franquias como Halo e Destiny.
Foi formada originalmente por Jaime Griesemer, designer e chefe de design na Bungie e Sucker Punch Productions, onde passou 12 anos desenvolvendo jogos da série Halo, e mais de 2 anos desenvolvendo jogos da série inFAMOUS. Junto de Griesemer, vieram Martin O'Donnell, compositor de toda a franquia Halo até o Halo: Reach e compositor do primeiro jogo da série Destiny.
O estúdio se expandiu até 30 funcionários no ano de 2021, quando anunciaram seu novo projeto, Six Days in Fallujah. Seu primeiro projeto foi um título para PlayStation VR lançado em 2019, Golem.

## Jogos produzidos
| Título               | Publicadora    | Plataforma(s)               | Ano de lançamento |
| -------------------- | -------------- | --------------------------- | ----------------- |
| Golem                | Highwire Games | PlayStation 4               | 2019              |
| Six Days in Fallujah | Victura        | Microsoft Windows, Consoles | 2021              |